# Wolfgang Wegner (Kunsthistoriker)
Wolfgang Wegner (* 19. Januar 1913 in Frankfurt am Main; † 6. Januar 1978) war ein deutscher Kunsthistoriker.
Wolfgang Wegner, Sohn des Großkaufmanns John Wegner, lebte bis 1928 in Stettin, danach in München, wo er 1932 am Wilhelmsgymnasium das Abitur ablegte. Im gleichen Jahr begann er das Studium der Kunstgeschichte, Klassischen Archäologie und neueren deutschen Literaturgeschichte an der Universität München und Frankfurt, 1939 wurde er in München bei Hans Jantzen promoviert. Anschließend leistete er bis 1945 Kriegsdienst. Von Oktober 1945 bis November 1946 war er Volontär am Bayerischen Nationalmuseum und der Staatlichen Graphischen Sammlung München. Ab Dezember 1946 arbeitete er fest an der Graphischen Sammlung, zunächst als wissenschaftlicher Angestellter, ab 1955 als Konservator, ab 1961 als Oberkonservator, ab 1970 als Landeskonservator. Im April 1975 trat er in den Ruhestand.
Mit dem damaligen Direktor Peter Halm war er nach 1945 wesentlich an der Neuorganisation der Sammlung beteiligt. Er war für die Abteilung der niederländischen Zeichnungen und Graphiken zuständig und publizierte 1973 den Bestandskatalog der niederländischen Handzeichnungen.

## Veröffentlichungen (Auswahl)
- Der deutsche Altar des späten Mittelalters. Filser, München 1941 (Dissertation).
- mit Peter Halm, Bernhard Degenhart: Hundert Meister-Zeichnungen aus der Staatlichen Graphischen Sammlung München. Prestel, München 1958.
- Rembrandt und sein Kreis. Zeichnungen und Druckgraphik; Staatliche Graphische Sammlung München; 8. November 1966–29. Januar 1967. Holzinger, München 1967.
- Kurfürst Carl Theodor von der Pfalz als Kunstsammler Zur Entstehung und Gründungsgeschichte des Mannheimer Kupferstich- und Zeichnungskabinetts (= Schriften der Gesellschaft der Freunde Mannheims und der Ehemaligen Kurpfalz, Mannheimer Altertumsverein von 1859 Bd. 9). Gesellschaft der Freunde Mannheims u.d. Ehemaligen Kurpfalz, Mannheimer Altertumsverein von 1859, Mannheim 1960.
- Die Faust-Darstellung vom sechzehnten Jahrhundert bis zur Gegenwart. Verlag der Erasmus Buchhandlung, Amsterdam 1962.
- Die niederländischen Handzeichnungen des 15.–18. Jahrhunderts (= Kataloge der Staatlichen Graphischen Sammlung München Bd. 1). Gebr. Mann, Berlin 1973, ISBN 3-7861-6147-X.